# Dálkoměrný fotoaparát

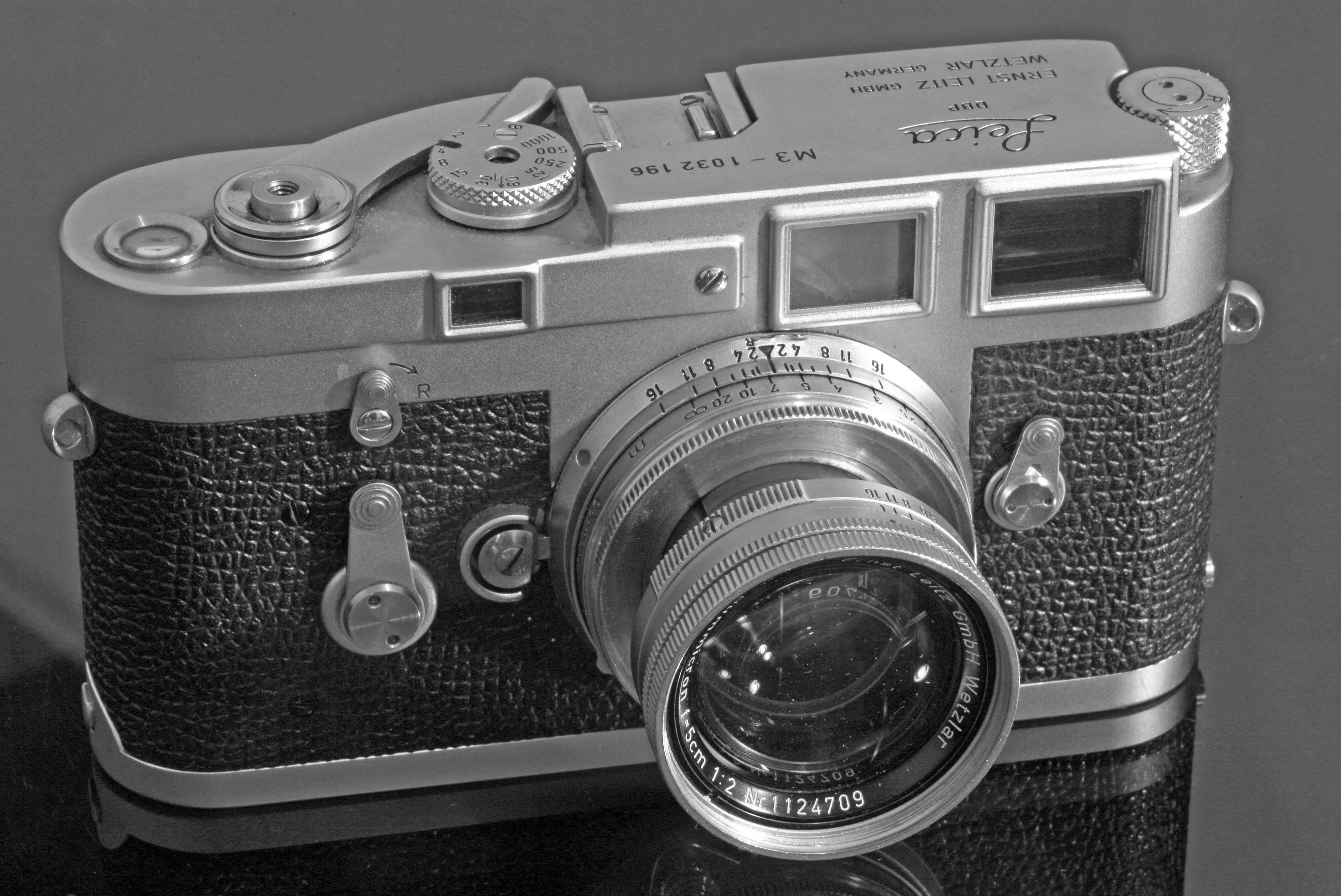
Jedna z nejznámějších dálkoměrných kamer - Leica M3

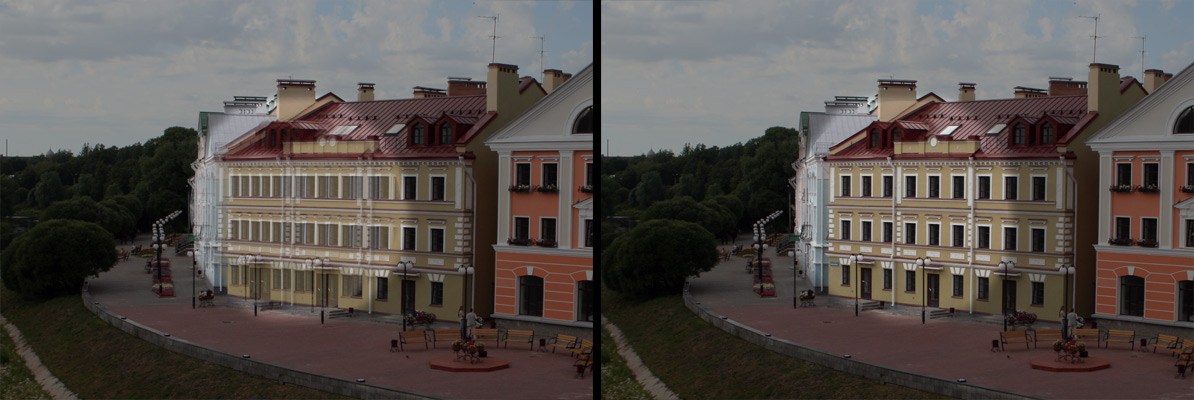
Příklad snímků v hledáčku dálkoměrného fotoaparátu (výřez): nezaostřený (vlevo) a zaostřený (vpravo)

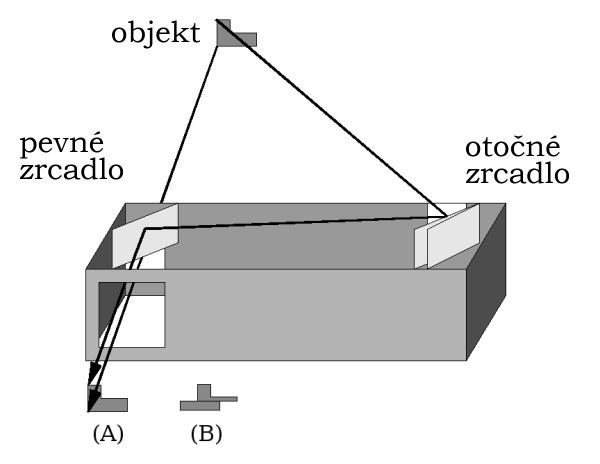
Schema dvojobrazového dálkoměru. část paprsků prochází přímo, část je odkloněna pevným zrcadlem na zrcadlo otočné. Nezaostřený obraz je na schématu B. Otáčením zaostřovacího mechanismu objektivu, který je spojen s otočným zrcadlem, dojde ke ztotožnění obou obrazů (schema A). Tím je obraz zaostřen.

Dálkoměrný fotoaparát je označení pro fotoaparát s vestavěným dálkoměrem. Ostření, neboli nastavení vzdálenosti od snímaného předmětu, se na fotoaparátu řeší na principu dvojobrazového (koincidenčního) dálkoměru, kdy do zorného pole jsou promítány dva obrazy – zaostřeno je v okamžiku, kdy oba obrazy splynou (koincidují).

## Výhody a nevýhody

### Výhody dálkoměrných fotoaparátů před zrcadlovkami
- Menší chvění fotoaparátu při fotografování díky nepřítomnosti zvedacího mechanismu zrcátka znamená menší pravděpodobnost roztřesení aparátu a způsobení pohybové neostrosti.
- Méně hluku při provozu spouště.
- Krátká doba od stisknutí spouště do expozice, protože se neztrácí čas na sklopení zrcátka – lepší příležitost k zachycení neopakovatelných okamžiků.
- Hledáček je během fotografování stále otevřen – je možné velmi rychle postavit novou kompozici a okamžitě znovu fotografovat, zejména při fotografování s bleskem.
- U některých dálkoměrných fotoaparátů (např. Leica) je zorné pole v hledáčku širší, než zabírá objektiv, což pomáhá k přesnějšímu a pohodlnějšímu rámování obrazu.
- Objektiv může zabrat celý prostor fotografické kamery až po závěrku – větší volnost při konstruování objektivu, umožňuje vytvořit kvalitnější objektivy s vyšší světelností za stejnou cenu. Není nutné konstruovat retrofokální objektivy s prodlouženou stavbou (opak teleobjektivu) např. Flektogon pro zrcadlovky.
- Fotoaparát je kompaktní.

### Nevýhody
- Obtížná práce s dlouhými objektivy, jako nedostatek přesnosti dálkoměrů a přesného vymezení zorného pole. Problém byl vyřešen s pomocnou vložkou umístěnou mezi objektivem a fotoaparátem podobně jako mají zrcadlovky. Například Leica Visoflex nebo Zeiss Ikoflex z hledáčkového fotoaparátu udělaly jednookou zrcadlovku, ovšem to vyžadovalo jiné (zezadu zkrácené) objektivy.
- Obtížné makro kvůli paralaxe a malé hloubce ostrosti.
- Klasický mechanický dálkoměr nemůže plně pracovat se zoomy.
- Obtížná práce s filtry, protože fotograf nevidí obraz přes objektiv. Toto je obzvláště nepohodlné v případě použití polarizačních filtrů. Souvisí s tím také nemožnost vizuálního posouzení hloubky ostrosti.

## Nejznámější fotoaparáty

### Leica a podobné
- Leica – V roce 1925 byla vyrobena Leica I (ještě bez dálkoměru a bez výměny objektivu). Kameru zkonstruoval Oskar Barnack v roce 1914 pro testy kinematografických filmů. Překvapen kvalitou fotografií (například fotografie Ernsta Leitze z New Yorku v roce 1914 nebo Barnackovy fotografie z povodně ve Wetzlaru v roce 1920[1]) pak pokračoval ve vývoji kamery, která byla pod názvem Leica uvedena natrh v roce 1925. Kamera založila budoucí popularitu formátu 24 × 36 mm, takzvaného kinofilmu. V roce 1930 byl vyroben dálkoměrný fotoaparát Leica II. Byl ve své době považován za bezkonkurenční jedničkou v kvalitě a spolehlivosti mezi 35-mm fotoaparáty. Od roku 2010 existuje model Leica M9 (digitální) a Leica M7 (na kinofilm).
- FED – kopie fotoaparátu Leica byla vyráběna od roku 1934 v Charkově, v tehdejším Sovětském svazu. Název továrny je monogramem sovětského revolucionáře Felixe Edmundoviče Dzeržinského.
- Zorkij - sovětská kopie Leicy II vyráběná od roku 1948 v Krasnogorsku.
- Canon II, III, IV - japonské kopie kamer Leica vyráběné ve čtyřicátých a padesátých letech 20. století firmou Canon v Japonsku.

### Contax a podobné
- Contax – firma Zeiss Ikon zahájila výrobu dálkoměrných kamer po Leice v roce 1932. Tyto kamery byly řešeny technicky jinak, než kamery Leica, byly velmi spolehlivé a oblíbené mezi profesionály. Po roce 1945 se ale východoněmecký výrobce orientoval na vývoj jednookých zrcadlovek. Západní Zeiss nadále vyráběl kamery Contax II a Contax III, od roku 1950 modernizované modely Contax IIa a Contax IIIa.[2]
- Kiev IV a V – kopie kamer Contax II a Contax III, vyráběné v letech 1947–1985 v SSSR
- Nikon M, Nikon S a Nikon SP, vyráběné firmou Nikon po druhé světové válce ještě před zrcadlovkami Nikon F.

### Ostatní kinofilmové
- Argus – americký výrobce v letech 1938–1968 vyráběl levný 35 mm fotoaparát s originálním designem, v USA velmi populární.
- Hasselblad Xpan – dálkoměrný kinofilmový fotoaparát s dvojím formátem 24x65 mm nebo 24x36 mm.
- Voigtländer Bessa R – původně německá značka fotoaparátu; nyní vlastní patenty a technologie japonská firma Cosina, modely z roku 2010: R2, R3 a R4

### Dálkoměrné fotoaparáty na střední formát
- Mamiya Press
- Fuji 645, Fujica GW690

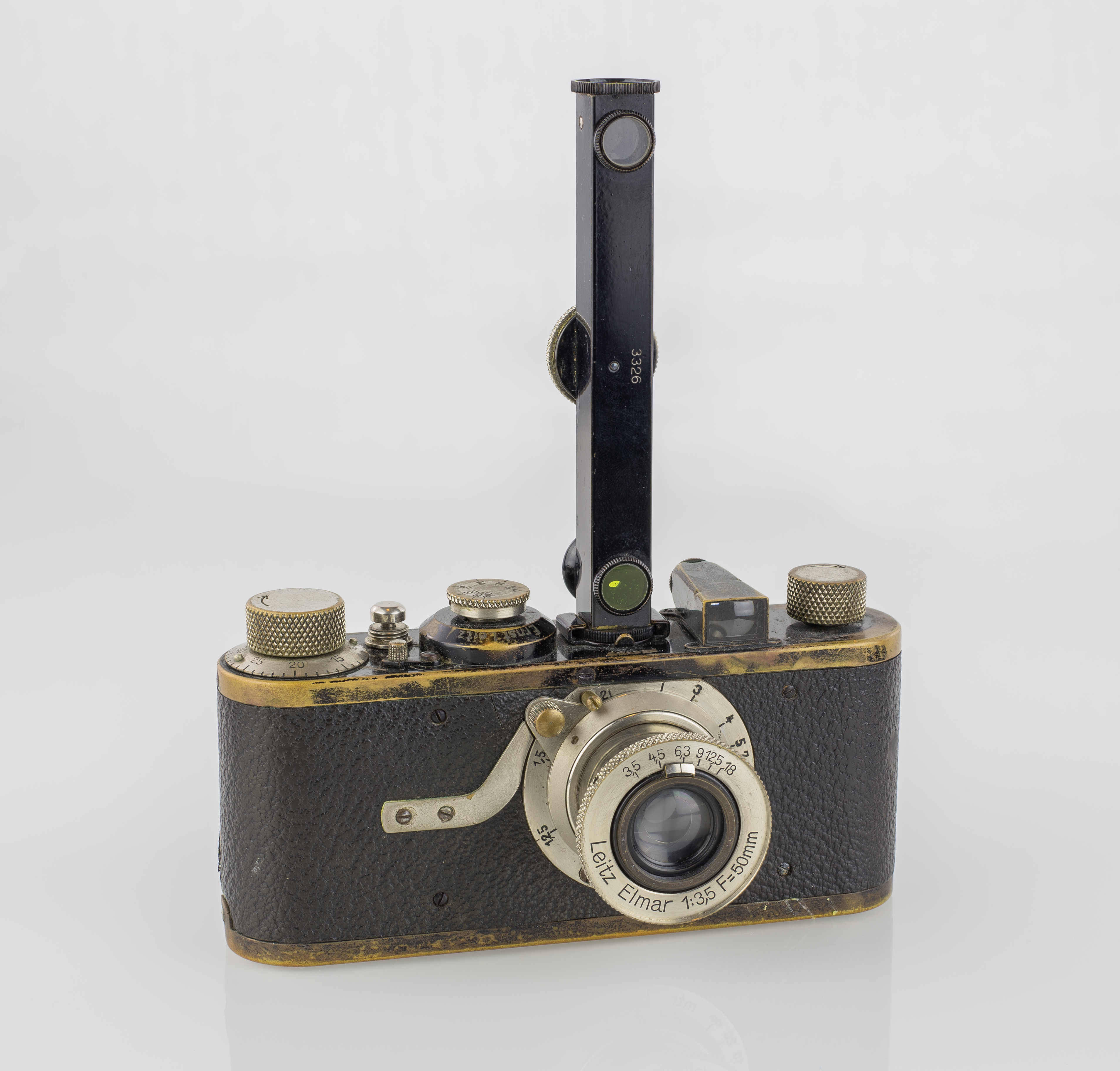
Leica I s přídavným dvojobrazovým dálkoměrem
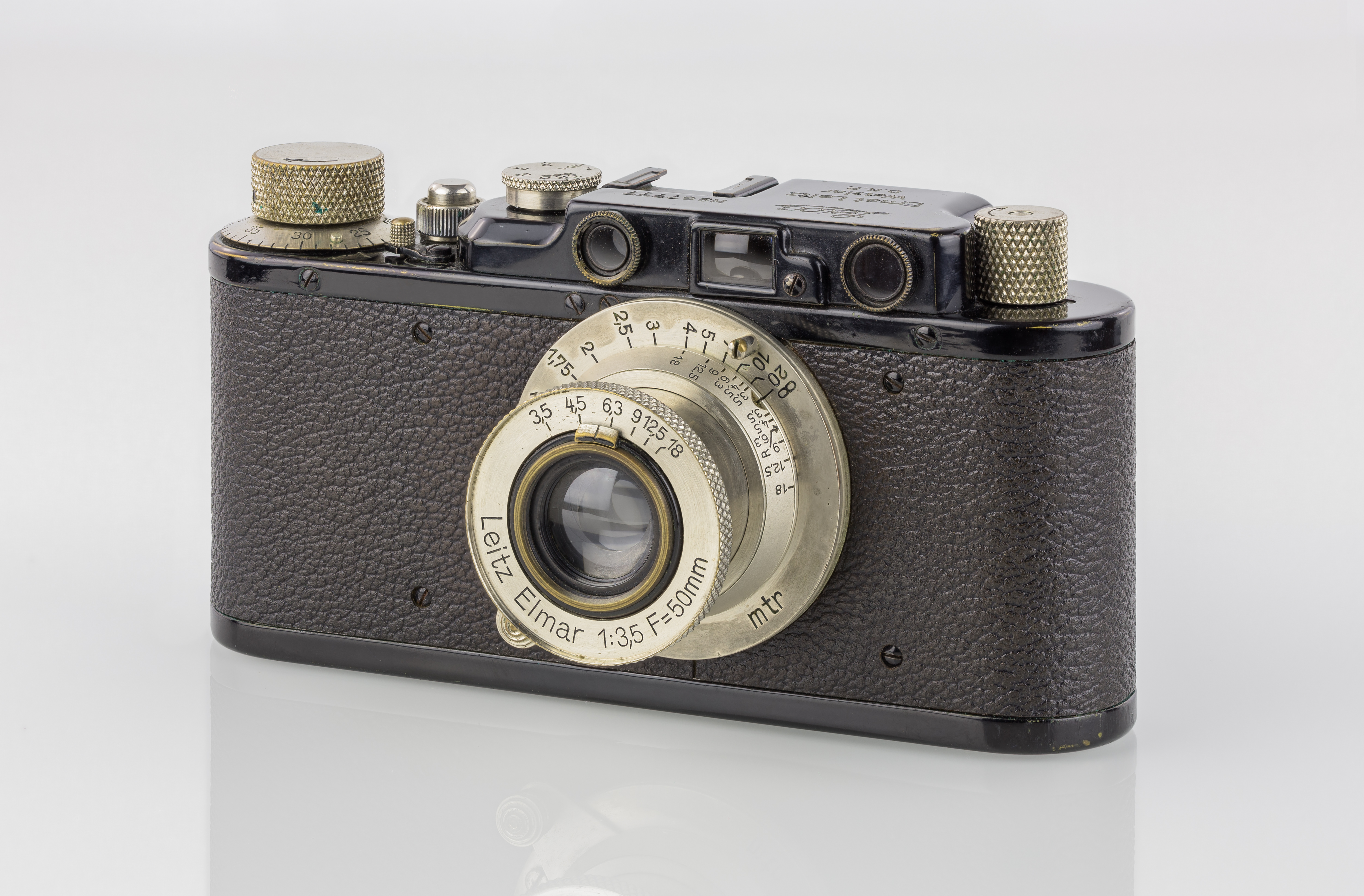
Leica II s vestavěným dvojobrazovým dálkoměrem
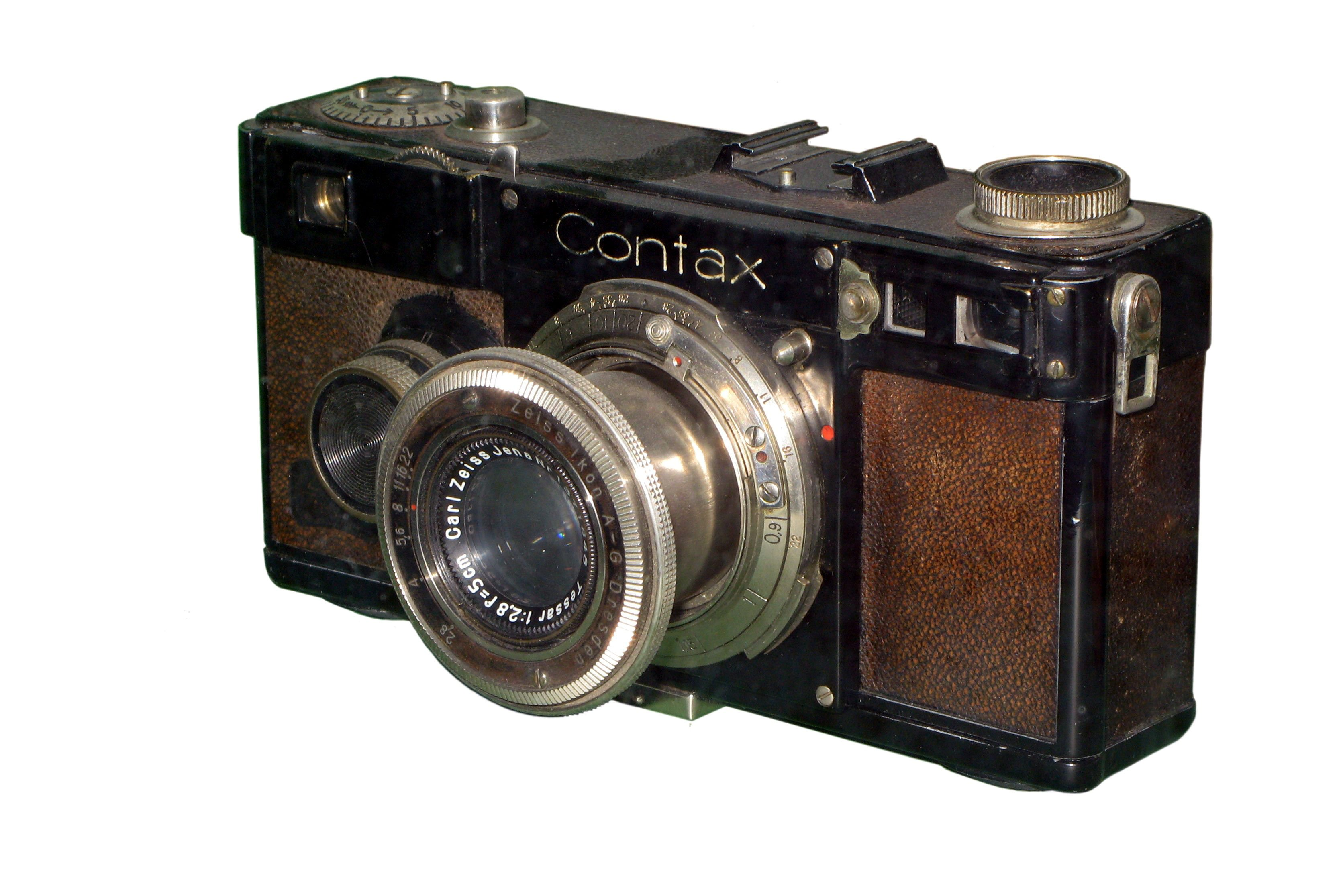
Kamera Contax I
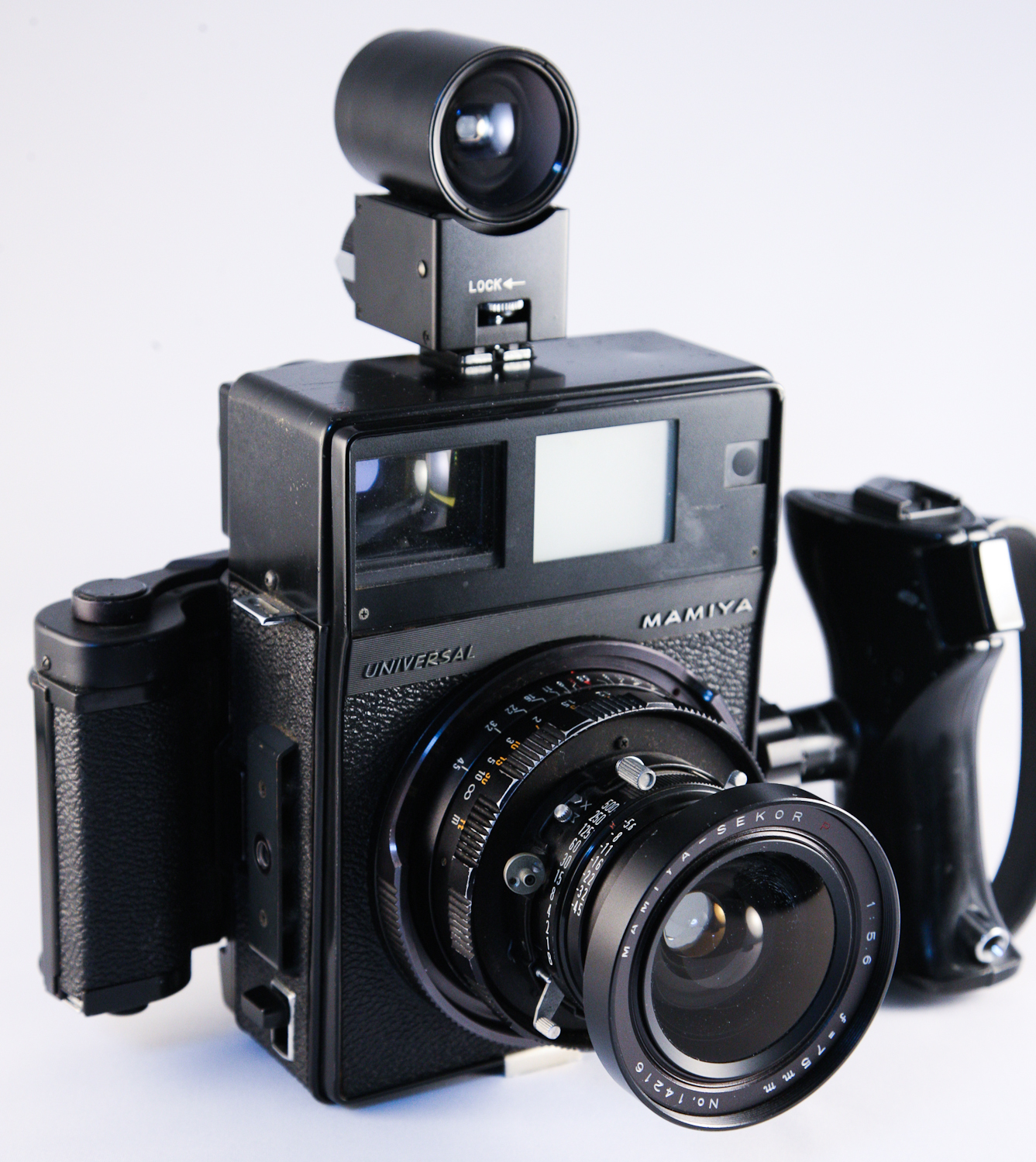
Dálkoměrná kamera Mamiya Universal na střední formát 6x9 cm
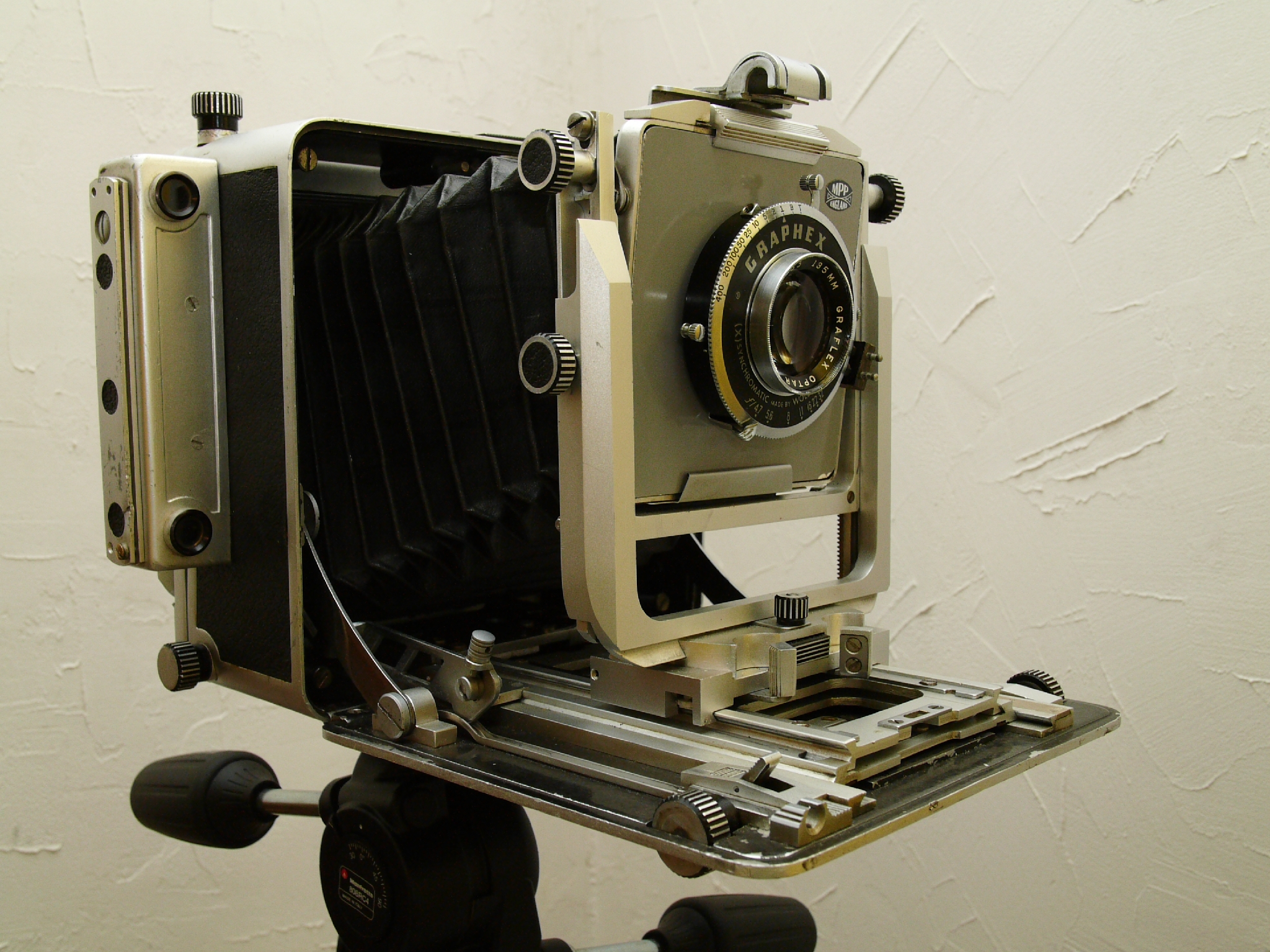
Kamera Micro Precision Products mark VIII pro formát 4 x 5 palců s dvojobrazovým dálkoměrem na boku
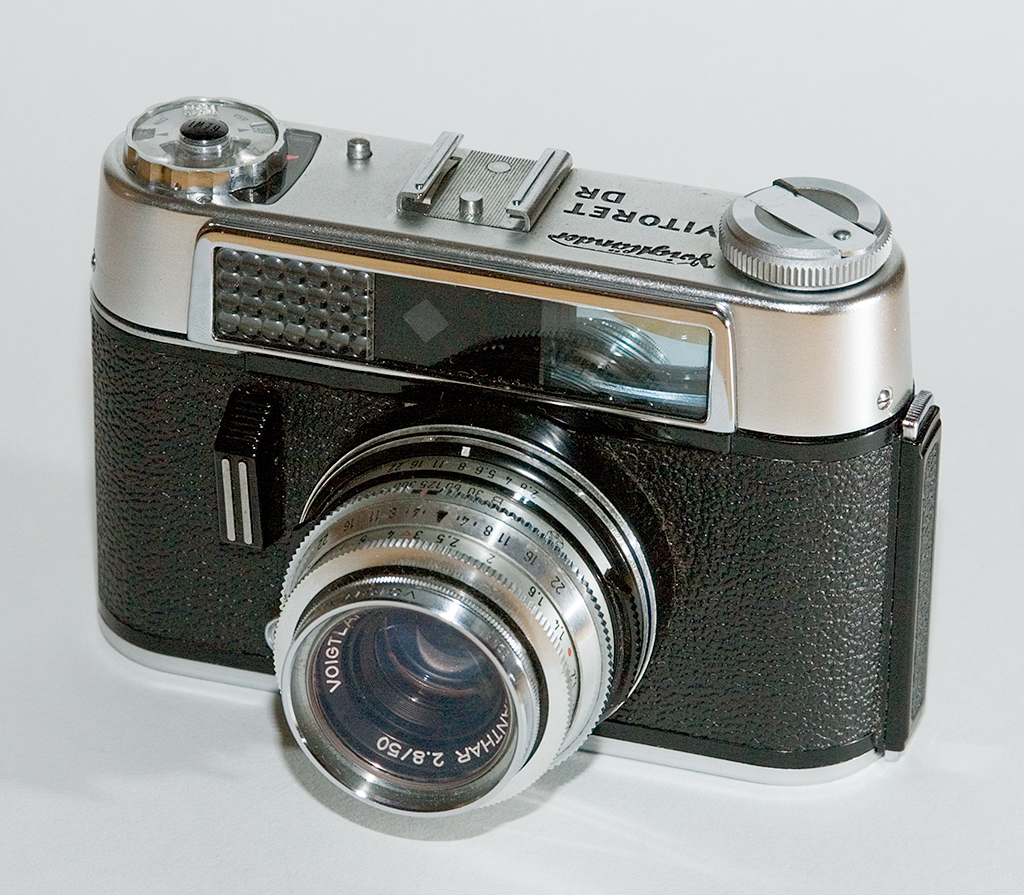
Dálkoměrný fotoaparát značky Voigtländer
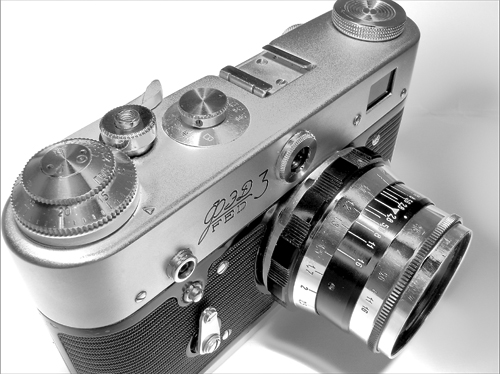
Dálkoměrný fotoaparát FED-3

## Fotografové
Dálkoměrný fotoaparát si oblíbili především žurnalističtí fotografové po celém světě. Mezi nejznámější patří například Henri Cartier-Bresson, Alfred Eisenstaedt, Don McCullin, Robert Frank a mnoho dalších. Z českých fotografů jsou to například Josef Koudelka, Markéta Luskačová a opět mnoho dalších.